# Анастасия Желязкова
Анастасия Цвяткова Желязкова (известна и като Железкова, моминско име Узунова) е българска общественичка, благодетелка, учителка, езотеричка, преводачка от френски език.

## Биография
Родена е през 1845 г. в семейството на копривщенския чорбаджия Цвятко Узунов. Сестра е на революционера Атанас Узунов. Учи в гръцко и във френско училище в Цариград. През 1869 г. е учителка в Калофер, а от 1871 до 1876 г. – в Пловдив. Там през 1869 г. основава женско дружество, наречено „Майчина грижа“. През 1879 г. сътрудничи на вестник „Век“ и публикува „Буквар на француския язик“, издаден от Христо Г. Данов. В Пловдив се запознава с видинския лекар д-р Младен Желязков и се омъжва за него (приема фамилията д-р Желязкова, по тогавашен обичай). При обявяването на Руско-турската война заминават за Русия, където с всички сили работи за българската кауза. След Освобождението се установяват във Видин, където тя основава женско дружество. След големи семейни нещастия – загуба на няколко деца, напускат града; през 1890 г. съпругът ѝ е назначен за градски лекар на Варна, домът им е на улица „Стефан Караджа“. Има две деца.
Анастасия д-р Желязкова става член на създаденото във Варна през 1888 г. Женско благотворително културно-просветно дружество „Майка“, а след това е избрана за негов председател (от 1892 до 1897 г. и през 1900). През 1897 г. „Майка“ открива първото професионално училище във Варна, наречено „Трудолюбие“. През този период прави и преводи от френски, от които е запазен „Трендафил. Комедия в три действия със стихове“ от М. Leopold Laluye.
Анастасия Желязкова е сред инициаторите за създаването на Благотворителното дружество „Милосърдие“ и на Учредителното му събрание през 1903 г. е избрана за негов председател. Ръководи организацията повече от 10 години, отстоява задачите ѝ и се изявява като най-щедрия ѝ спомоществовател. През 1917 г. тя подава оставката си и е обявена за почетен председател. На 15 октомври 1919 г. завещава на дружеството своята къща, а на БЧК 320 хил. лв. за поддържане на две легла в болницата, носеща името на нейния съпруг и нейното: „Младен и Анастасия д-р Желязкови“. Бившият ѝ дом дълги години е училище за слепи деца.
Анастасия д-р Желязкова е от първите ученици на Петър Дънов. Първата негова публична изява като Учител е през 1898 г. с „Възвание към народа ми“, прочетено през октомври пред Варненското благотворително дружество „Майка“. Името ѝ фигурира в първия съхранен протокол (1903 г.) от годишните срещи на Веригата на Бялото братство. В нейния дом се събира Веригата през 1906 г., а до 1909 г. вкл. неизменно присъства на съборите като единствен представител от Варна. Изучава спиритическа и теософска литература (Димитър Голов в протоколите си от 1906 г. я нарича „известната спиритистка“), превежда от френски книги на Камий Фламарион и Чарлз Летбитър. Нейни са преводите на „Защо живеем? Разумно и правилно разрешение проблемата на съществуванието“ от Леон Денис (Варна, 1899), „Раят. Мисловният мир“ от Летбитър (сп. „Родина", София). Пише неголеми спиритични статии, отпечатани в редактираното от д-р Георги Миркович в Сливен списание „Нова светлина“ (1890 – 1896).
Личност, съчетаваща по неповторим начин милосърдие, мистицизъм и обществена храброст. За нея Петър Дънов пише: „Нашата сестра иска да угажда и на света, и на Бога, да служи на Единия и на другия“.
Умира през 1931 г. във Варна.

## Памет
Нейното име носи улица във Варна („Д-р Анастасия Железкова“).